# Psilocerea severa
Psilocerea severa är en fjärilsart som beskrevs av Louis Beethoven Prout 1932. Psilocerea severa ingår i släktet Psilocerea och familjen mätare. Inga underarter finns listade.